# 료안지역
료안지역(일본어: 龍安寺駅, りょうあんじえき)은 일본 교토부 교토시 우쿄구에 있는 게이후쿠 전기 철도 기타노 선의 역이다. 역 번호는 B7이다.

## 역사
당초에는 료안지에 이르는 길에 있어 료안지미치역(일본어: 龍安寺道駅, りょうあんじみちえき)으로 명명되었고, 2007년에 역명이 변경되었다. 역명 변경 시 "龍" 자체가 정식 지명이 되었다.
- 1925년 11월 3일: 교토 전등이 경영하는 아라시야마 전철 기타노 선의 료안지미치역으로 영업 개시.
- 1942년 3월 2일: 노선의 계승으로 게이후쿠 전기 철도의 역이 됨.
- 2007년 3월 19일: 료안지역으로 역명 변경.

## 역 구조
상대식 승강장 2면 2선의 교행 가능한 지상역이다. 역 서쪽에 주요 출입구가 있지만 기타노하쿠바이초 방면 플랫폼에는 동쪽에도 작은 출입구가 있다, 리쓰메이칸 대학 방면으로는 작은 출입구를 사용하도록 안내가 되어 있다. 낮의 다이아에서는 본 역에서 교행을 실시한다.
여기서 도지인 방면에 있는 건널목에서 앞 도로가 병행되는 구간은 도지인 역까지 복선 부분의 용지가 확보되어 있다. 복선화로 나루타키 ~ 도키와 구간처럼 역간 전철이 엇갈릴 수 있도록 하기 위해서라고 생각되지만 나머지 본 역에서 전자 건널목까지 구간은 민가가 밀집하고, 용지 확보가 어려운 일에서 실현되지 않았다.

## 역 주변
- 리쓰메이칸 대학 기누가사 캠퍼스
- 료안지

## 인접역
| 게이후쿠 전기 철도 ■ 기타노 선  | 게이후쿠 전기 철도 ■ 기타노 선 | 게이후쿠 전기 철도 ■ 기타노 선 |
| ------------------------------- | ------------------------------ | ------------------------------ |
| B8 도지인 기타노하쿠바이초 방면 |                                | 묘신지 B6 가타비라노쓰지 방면  |